# Asilus tenuiventris
Asilus tenuiventris là một loài ruồi trong họ Asilidae. Asilus tenuiventris được Macquart miêu tả năm 1855. Loài này phân bố ở vùng Tân nhiệt đới.